# The Alton Gift
The Alton Gift est un roman non traduit du Cycle de Ténébreuse, écrit par Deborah J. Ross d'après les ébauches et les notes de Marion Zimmer Bradley, publié en 2007.